# 承和の変
承和の変（じょうわのへん）は、平安時代初期の842年（承和9年）に起きた廃太子を伴う政変。藤原氏による最初の他氏排斥事件とされている事件である。

## 概要
823年（弘仁14年）、嵯峨天皇は譲位し、弟の淳和天皇が即位した。ついで皇位は、833年（天長10年）嵯峨上皇の皇子の仁明天皇に伝えられた。仁明天皇の皇太子には淳和上皇の皇子恒貞親王（母は嵯峨天皇の皇女正子内親王）が立てられた。嵯峨上皇による大家父長的支配のもと30年近く政治は安定し、皇位継承に関する紛争は起こらなかった。
この間に藤原北家の藤原良房が嵯峨上皇と皇太后橘嘉智子（檀林皇太后）の信任を得て急速に台頭し始めていた。良房の妹順子が仁明天皇の中宮となり、その間に道康親王（後の文徳天皇）が生まれた。良房は道康親王の皇位継承を望んだ。道康親王を皇太子に擁立する動きがあることに不安を感じた恒貞親王と父親の淳和上皇は、しばしば皇太子辞退を奏請するが、その都度、嵯峨上皇に慰留されていた。
840年（承和7年）、淳和上皇が崩御する。2年後の842年（承和9年）7月には、嵯峨上皇も重い病に伏した。これに危機感を持ったのが皇太子に仕える春宮坊帯刀舎人伴健岑とその盟友但馬権守橘逸勢である。彼らは皇太子の身に危険が迫っていると察し、皇太子を東国へ移すことを画策し、その計画を阿保親王（平城天皇の皇子）に相談した。阿保親王はこれに与せずに、逸勢の従姉妹でもある檀林皇太后に健岑らの策謀を密書にて上告した。皇太后は事の重大さに驚き中納言良房に相談した。当然ながら良房は仁明天皇へと上告した。
7月15日、嵯峨上皇が崩御。その2日後の17日、仁明天皇は伴健岑と橘逸勢、その一味とみなされるものを逮捕し、六衛府に命じて京の警備を厳戒させた。皇太子は直ちに辞表を天皇に奉ったが、皇太子には罪はないものとして一旦は慰留される。しかし、23日になり政局は大きく変わり、左近衛少将藤原良相（良房の弟）が近衛府の兵を率いて皇太子の座所を包囲。出仕していた大納言藤原愛発、中納言藤原吉野、参議文室秋津を捕らえた。仁明天皇は詔を発して伴健岑、橘逸勢らを謀反人と断じ、恒貞親王は事件とは無関係としながらも責任を取らせるために皇太子を廃した。藤原愛発は京外追放、藤原吉野は大宰員外帥、文室秋津は出雲員外守にそれぞれ左遷、伴健岑は隠岐（その後出雲国へ左遷）、橘逸勢は伊豆に流罪（護送途中、遠江国板築にて没）となった。また、春澄善縄ら恒貞親王に仕える東宮職・春宮坊の役人が多数処分を受けた。
事件後、藤原良房は大納言に昇進し、道康親王が皇太子に立てられた。
通説において、承和の変は藤原氏による他氏排斥事件の初めで、良房の望みどおり道康親王が皇太子に立てられたばかりでなく、名族伴氏（大伴氏）と橘氏に打撃を与え、また同じ藤原氏の競争相手であった藤原愛発、藤原吉野をも失脚させたとされている。承和の変の意味は、桓武天皇の遺志に遠因をもつ、嵯峨、淳和による兄弟王朝の迭立を解消し、嵯峨－仁明－文徳の直系王統を成立させたという点も挙げられる。また良房は、この事件を機にその権力を確立し昇進を重ね、遂に人臣最初の摂政・太政大臣までのぼり、藤原氏繁栄の基礎を築いた。

### 関係者の系図
|  |  |                  |                  |                  |                  |                  |                  |                    |                    |                    |                    |                    |                    |                  |                  |                  |                  |  |  |                      |                      | （50代）桓武天皇     |                      |                            |                            |                            |                            |                            |                            |          |          |          |          |          |          |                  |                  |                  |                  |                  |                  |  |  |  |  |                  |                  |                  |                  |                  |                  |
|  |  |                  |                  |                  |                  |                  |                  |                    |                    |                    |                    |                    |                    |                  |                  |                  |                  |  |  |                      |                      |                      |                      |                            |                            |                            |                            |                            |                            |          |          |          |          |          |          |                  |                  |                  |                  |                  |                  |  |  |  |  |                  |                  |                  |                  |                  |                  |
|  |  |                  |                  |                  |                  |                  |                  |                    |                    |                    |                    |                    |                    |                  |                  |                  |                  |  |  |                      |                      |                      |                      |                            |                            |                            |                            |                            |                            |          |          |          |          |          |          |                  |                  |                  |                  |                  |                  |  |  |  |  |                  |                  |                  |                  |                  |                  |
|  |  | （53代）淳和天皇 | （53代）淳和天皇 | （53代）淳和天皇 | （53代）淳和天皇 | （53代）淳和天皇 | （53代）淳和天皇 |                    |                    |                    |                    | （52代）嵯峨天皇   | （52代）嵯峨天皇   | （52代）嵯峨天皇 | （52代）嵯峨天皇 | （52代）嵯峨天皇 | （52代）嵯峨天皇 |  |  | 檀林皇后（橘嘉智子） | 檀林皇后（橘嘉智子） | 檀林皇后（橘嘉智子） | 檀林皇后（橘嘉智子） | 檀林皇后（橘嘉智子）       | 檀林皇后（橘嘉智子）       |                            |                            |                            |                            |          |          | 藤原冬嗣 | 藤原冬嗣 | 藤原冬嗣 | 藤原冬嗣 | 藤原冬嗣         | 藤原冬嗣         |                  |                  |                  |                  |  |  |  |  | （51代）平城天皇 | （51代）平城天皇 | （51代）平城天皇 | （51代）平城天皇 | （51代）平城天皇 | （51代）平城天皇 |
|  |  | （53代）淳和天皇 | （53代）淳和天皇 | （53代）淳和天皇 | （53代）淳和天皇 | （53代）淳和天皇 | （53代）淳和天皇 |                    |                    |                    |                    | （52代）嵯峨天皇   | （52代）嵯峨天皇   | （52代）嵯峨天皇 | （52代）嵯峨天皇 | （52代）嵯峨天皇 | （52代）嵯峨天皇 |  |  | 檀林皇后（橘嘉智子） | 檀林皇后（橘嘉智子） | 檀林皇后（橘嘉智子） | 檀林皇后（橘嘉智子） | 檀林皇后（橘嘉智子）       | 檀林皇后（橘嘉智子）       |                            |                            |                            |                            |          |          | 藤原冬嗣 | 藤原冬嗣 | 藤原冬嗣 | 藤原冬嗣 | 藤原冬嗣         | 藤原冬嗣         |                  |                  |                  |                  |  |  |  |  | （51代）平城天皇 | （51代）平城天皇 | （51代）平城天皇 | （51代）平城天皇 | （51代）平城天皇 | （51代）平城天皇 |
|  |  |                  |                  |                  |                  |                  |                  |                    |                    |                    |                    |                    |                    |                  |                  |                  |                  |  |  |                      |                      |                      |                      |                            |                            |                            |                            |                            |                            |          |          |          |          |          |          |                  |                  |                  |                  |                  |                  |  |  |  |  |                  |                  |                  |                  |                  |                  |
|  |  |                  |                  |                  |                  |                  |                  |                    |                    |                    |                    |                    |                    |                  |                  |                  |                  |  |  |                      |                      |                      |                      |                            |                            |                            |                            |                            |                            |          |          |          |          |          |          |                  |                  |                  |                  |                  |                  |  |  |  |  |                  |                  |                  |                  |                  |                  |
|  |  |                  |                  |                  |                  |                  |                  |                    |                    |                    |                    | 正子（内親王）     | 正子（内親王）     | 正子（内親王）   | 正子（内親王）   | 正子（内親王）   | 正子（内親王）   |  |  | （54代）仁明天皇     | （54代）仁明天皇     | （54代）仁明天皇     | （54代）仁明天皇     | （54代）仁明天皇           | （54代）仁明天皇           |                            |                            | 藤原順子                   | 藤原順子                   | 藤原順子 | 藤原順子 | 藤原順子 | 藤原順子 |          |          | 藤原良房（摂政） | 藤原良房（摂政） | 藤原良房（摂政） | 藤原良房（摂政） | 藤原良房（摂政） | 藤原良房（摂政） |  |  |  |  | 阿保親王         | 阿保親王         | 阿保親王         | 阿保親王         | 阿保親王         | 阿保親王         |
|  |  |                  |                  |                  |                  |                  |                  |                    |                    |                    |                    | 正子（内親王）     | 正子（内親王）     | 正子（内親王）   | 正子（内親王）   | 正子（内親王）   | 正子（内親王）   |  |  | （54代）仁明天皇     | （54代）仁明天皇     | （54代）仁明天皇     | （54代）仁明天皇     | （54代）仁明天皇           | （54代）仁明天皇           |                            |                            | 藤原順子                   | 藤原順子                   | 藤原順子 | 藤原順子 | 藤原順子 | 藤原順子 |          |          | 藤原良房（摂政） | 藤原良房（摂政） | 藤原良房（摂政） | 藤原良房（摂政） | 藤原良房（摂政） | 藤原良房（摂政） |  |  |  |  | 阿保親王         | 阿保親王         | 阿保親王         | 阿保親王         | 阿保親王         | 阿保親王         |
|  |  |                  |                  |                  |                  |                  |                  |                    |                    |                    |                    |                    |                    |                  |                  |                  |                  |  |  |                      |                      |                      |                      |                            |                            |                            |                            |                            |                            |          |          |          |          |          |          |                  |                  |                  |                  |                  |                  |  |  |  |  |                  |                  |                  |                  |                  |                  |
|  |  |                  |                  |                  |                  |                  |                  | 恒貞親王（廃太子） | 恒貞親王（廃太子） | 恒貞親王（廃太子） | 恒貞親王（廃太子） | 恒貞親王（廃太子） | 恒貞親王（廃太子） |                  |                  |                  |                  |  |  |                      |                      |                      |                      | 道康親王 →（55代）文徳天皇 | 道康親王 →（55代）文徳天皇 | 道康親王 →（55代）文徳天皇 | 道康親王 →（55代）文徳天皇 | 道康親王 →（55代）文徳天皇 | 道康親王 →（55代）文徳天皇 |          |          | 藤原明子 | 藤原明子 | 藤原明子 | 藤原明子 | 藤原明子         | 藤原明子         |                  |                  |                  |                  |  |  |  |  |                  |                  |                  |                  |                  |                  |
|  |  |                  |                  |                  |                  |                  |                  | 恒貞親王（廃太子） | 恒貞親王（廃太子） | 恒貞親王（廃太子） | 恒貞親王（廃太子） | 恒貞親王（廃太子） | 恒貞親王（廃太子） |                  |                  |                  |                  |  |  |                      |                      |                      |                      | 道康親王 →（55代）文徳天皇 | 道康親王 →（55代）文徳天皇 | 道康親王 →（55代）文徳天皇 | 道康親王 →（55代）文徳天皇 | 道康親王 →（55代）文徳天皇 | 道康親王 →（55代）文徳天皇 |          |          | 藤原明子 | 藤原明子 | 藤原明子 | 藤原明子 | 藤原明子         | 藤原明子         |                  |                  |                  |                  |  |  |  |  |                  |                  |                  |                  |                  |                  |
|  |  |                  |                  |                  |                  |                  |                  |                    |                    |                    |                    |                    |                    |                  |                  |                  |                  |  |  |                      |                      |                      |                      |                            |                            |                            |                            |                            |                            |          |          |          |          |          |          |                  |                  |                  |                  |                  |                  |  |  |  |  |                  |                  |                  |                  |                  |                  |
|  |  |                  |                  |                  |                  |                  |                  |                    |                    |                    |                    |                    |                    |                  |                  |                  |                  |  |  |                      |                      |                      |                      |                            |                            |                            |                            | （56代）清和天皇           |                            |          |          |          |          |          |          |                  |                  |                  |                  |                  |                  |  |  |  |  |                  |                  |                  |                  |                  |                  |

## 変で処罰された人物
| 出自     | 氏名       | 身位／官位               | 処罰内容                                               |
| -------- | ---------- | ------------------------ | ------------------------------------------------------ |
| 皇族     | 恒貞親王   | 皇太子                   | 廃太子                                                 |
| 王氏     | 広根王     | 正六位上・舎人正         | 壱岐権守に左遷                                         |
| 藤原北家 | 藤原愛発   | 正三位 ・大納言          | 解官の上で京外追放                                     |
| 藤原北家 | 藤原貞守   | 従五位下・春宮坊亮       | 越後権守に左遷                                         |
| 藤原北家 | 藤原高直   | 従五位下・春宮坊大進     | 駿河権介に左遷                                         |
| 藤原式家 | 藤原吉野   | 正三位 ・中納言          | 大宰員外帥に左遷                                       |
| 藤原式家 | 藤原近主   | 従五位下・春宮坊大進     | 伯耆権介に左遷                                         |
| 藤原式家 | 藤原正世   | 従五位下・刑部少輔       | 安芸権介に左遷                                         |
| 藤原式家 | 藤原貞庭   | 正六位上・春宮坊少進     | 佐渡権掾に左遷                                         |
| 藤原式家 | 藤原正岑   | 正七位上・兵部少丞       | 因幡権掾に左遷                                         |
| 藤原式家 | 藤原安成   | 正八位上・治部少丞       | 丹後権掾に左遷                                         |
| 藤原南家 | 藤原秋常   | 従五位下・少納言         | 石見権守に左遷                                         |
| 藤原南家 | 藤原岑人   | 正六位上・民部大丞       | 越中権掾に左遷                                         |
| 藤原氏   | 藤原粟作   | 正六位上・勘解由判官     | 日向権掾に左遷                                         |
| 伴氏     | 伴健岑     | 位階不詳・春宮坊帯刀舎人 | 隠岐国のち出雲国へ流罪                                 |
| 橘氏     | 橘永名     | 従四位上・右兵衛督       | 解官の上で京外追放                                     |
| 橘氏     | 橘逸勢     | 従五位下・但馬権守       | 「非人」と改姓の上で伊豆国へ流罪、護送中に遠江国で病没 |
| 橘氏     | 橘真直     | 従五位下・肥後介         | 筑後権介に左遷                                         |
| 橘氏     | 橘田舎麻呂 | 従五位下                 | 流罪                                                   |
| 橘氏     | 橘末茂     | 正六位上・左京少進       | 飛騨権守に左遷                                         |
| 橘氏     | 橘清蔭     | 正六位上・主殿助         | 加賀権介に左遷                                         |
| 橘氏     | 橘忠宗     | 従七位上                 | 流罪                                                   |
| 文室氏   | 文室秋津   | 正四位下・参議           | 出雲員外守に左遷                                       |
| 清原氏   | 清原岑越   | 正六位上                 | 流罪                                                   |
| 紀氏     | 紀永直     | 正六位上・民部少丞       | 伊予権掾に左遷                                         |
| 紀氏     | 紀貞嗣     | 正六位上・左京大進       | 上総権掾のち尾張権掾に左遷                             |
| 紀氏     | 紀春常     | 正七位上・内舎人         | 下野権掾に左遷                                         |
| 坂上氏   | 坂上新継   | 正六位下・主馬首         | 能登権掾に左遷                                         |
| 坂上氏   | 坂上当岑   | 正七位上・主蔵正         | 豊後権掾に左遷                                         |
| 丹墀氏   | 丹墀縄足   | 正六位上・主膳正         | 薩摩権掾に左遷                                         |
| 丹墀氏   | 丹墀時永   | 正七位上・少判事         | 豊前権掾に左遷                                         |
| 諸氏     | 善道真貞   | 従四位下・東宮坊学士     | 備後権守に左遷                                         |
| 諸氏     | 春澄善縄   | 従五位下・東宮坊学士     | 周防権守に左遷                                         |
| 諸氏     | 山口稲床   | 正六位上・春宮坊大属     | 安房権目に左遷                                         |
| 諸氏     | 滋原道成   | 正六位上・春宮坊少属     | 肥前権少目に左遷                                       |
| 諸氏     | 上毛野貞継 | 正六位上・主工首         | 対馬権守のち土佐権掾に左遷                             |
| 諸氏     | 三善氏吉   | 正六位上                 | 流罪                                                   |
| 諸氏     | 淡海豊守   | 正六位下・主殿首         | 大隅権掾に左遷                                         |
| 諸氏     | 朝野清雄   | 正六位下・春宮坊少属     | 丹後権目に左遷                                         |
| 諸氏     | 御船蓑継   | 従七位上                 | 流罪                                                   |

## 研究
1990年代までは、橘逸勢・伴健岑による計画が実際にあったのかどうかで意見が分かれるものの、「藤原良房の陰謀」という点では通説化していた。しかし、当時太政官の序列で6番目に過ぎない良房の力だけでこうした陰謀が組めるのか？という疑問が指摘されるようになり、現在では良房個人の陰謀ではなく、檀林皇太后橘嘉智子をはじめとする仁明天皇周辺を含めた計画であったと考えられている。
こうした状況の中で、承和の変の原因について現在では以下のような原因が指摘されている。
1. 藤原良房個人ではなく、良房を中心とした藤原北家と藤原緒嗣・吉野らの藤原式家の対立の中で北家の推す道康親王の立太子が図られたとする説[3]。
2. 藩邸の旧臣（東宮時代からの近臣）同士の対立を原因とする説。ここでは嵯峨上皇－仁明天皇の旧臣（以下「嵯峨派」）と淳和上皇－恒貞親王の旧臣（以下「淳和派」）の2派による対立を指し、恒貞親王が即位すると、良房を含めた嵯峨派が排除される可能性があったためにその阻止を図ったとする説[1][4][5]。
3. 嵯峨上皇系と淳和上皇系による両統迭立の動きを阻止して、嵯峨上皇－仁明天皇の子孫による皇位の世襲が図られたとする説[6][7]。もしくは嵯峨上皇主導で決定された恒貞親王の立太子に反対する動きの具体化[2]。
4. 承和9年2月（変の5か月前）に道康親王の元服が行われたことで、嵯峨派の間で道康親王の天皇即位に対する待望論が高まり、反対に淳和派でもこれを警戒して早期の譲位を求める動きが現れたとする説（その中には実力行使も含まれていた可能性がある）[8]。なお、本来仁明天皇の皇太子として想定されていたのは、早世した恒貞の異母兄恒世親王[注釈 3]であり、代わりに立太子される形になった恒貞親王の立場は不安定で、道康親王の成長は更に立場を弱体化させたとする見解もある[10]。
5. 藤原南家出身であるが、嵯峨派の中心として藤原冬嗣没後の政局に重きを成した藤原三守[注釈 4]が承和8年に死去した結果、太政官の上位は嵯峨上皇の皇子である右大臣源常を除いて淳和派もしくはこれに近い人々によって占められた[注釈 5]。これによって仁明天皇の立場が不安定になることを恐れた嵯峨派が事態の打開を図った[12]。

ただし、当時の宮廷が嵯峨派と淳和派に分かれていてもその人的つながりは複雑であり、何よりも嵯峨派の後ろ盾になっていた皇太后橘嘉智子と淳和派の中心として謀反の疑いをかけられた橘逸勢は従兄弟同士であった。このため、橘嘉智子は自らの身内に多数の処分者を出しながらも、我が子仁明天皇、そして孫の道康親王（文徳天皇）の地位を確実なものにしたことになる。更に他ならぬ仁明天皇が直系継承、すなわち自己の子孫への皇位継承を志向していたとする指摘もあり、その場合、天皇自身の関与も視野に入ることになる。